# 利彭
利彭是德国梅克伦堡-前波莫瑞州的一个市镇。总面积18.00平方公里，总人口316人，其中男性165人，女性151人（2011年12月31日），人口密度18人/平方公里。